# WNBA All-Star Game 2014
Match précédent Match suivant
Le WNBA All-Star Game 2014 se tient le 19 juillet 2014 à l'US Airways Center de Phoenix, Arizona. Ce match est le 12e All-Star Game annuel.
C'est la seconde fois qu'il se tient à Phoenix après l'édition de l'an 2000. Cette année-là, l'Ouest l'emporte 73 à 61 devant 17 717 spectateurs avec un trio intérieur dominant formé de Tina Thompson (MVP avec 13 points et 11 rebonds), DeLisha Milton-Jones et Yolanda Griffith.

## Joueuses
| Pos.         | Joueuse           | Équipe                | Participation |
| Titulaires   | Titulaires        | Titulaires            | Titulaires    |
| ------------ | ----------------- | --------------------- | ------------- |
| PG           | Skylar Diggins    | Shock de Tulsa        | 1re           |
| SG           | Diana Taurasi     | Mercury de Phoenix    | 7e            |
| SF           | Maya Moore        | Lynx du Minnesota     | 3e            |
| PF           | Candace Parker    | Sparks de Los Angeles | 3e            |
| C            | Brittney Griner   | Mercury de Phoenix    | 1re           |
| Remplaçantes |                   |                       |               |
| G            | Danielle Robinson | Stars de San Antonio  | 2e            |
| F            | Candice Dupree    | Mercury de Phoenix    | 4e            |
| G            | Lindsay Whalen    | Lynx du Minnesota     | 4e            |
| G            | Seimone Augustus* | Lynx du Minnesota     | 5e            |
| G            | Nneka Ogwumike    | Sparks de Los Angeles | 2e            |
| F            | Glory Johnson     | Shock de Tulsa        | 2e            |
| G            | Sue Bird          | Storm de Seattle      | 8e            |
| Entraîneuse  |                   |                       |               |
|              | Cheryl Reeve      | Lynx du Minnesota     |               |

| Pos.         | Joueuse            | Équipe                | Participation |
| Titulaires   | Titulaires         | Titulaires            | Titulaires    |
| ------------ | ------------------ | --------------------- | ------------- |
| PG           | Shoni Schimmel     | Dream d'Atlanta       | 1re           |
| SG           | Cappie Pondexter   | Liberty de New York   | 6e            |
| F            | Elena Delle Donne* | Sky de Chicago        | 1re           |
| F            | Angel McCoughtry   | Dream d'Atlanta       | 3e            |
| C            | Tamika Catchings   | Fever de l'Indiana    | 9e            |
| Remplaçantes |                    |                       |               |
| G            | Katie Douglas      | Sun du Connecticut    | 5e            |
| F            | Chiney Ogwumike    | Sun du Connecticut    | 1re           |
| G            | Briann January     | Fever de l'Indiana    | 1re           |
| C            | Tina Charles       | Liberty de New York   | 3e            |
| PF           | Jessica Breland    | Sky de Chicago        | 1re           |
| PF           | Érika de Souza     | Dream d'Atlanta       | 3e            |
| G            | Ivory Latta        | Mystics de Washington | 2e            |
| Entraîneur   |                    |                       |               |
|              | Michael Cooper     | Dream d'Atlanta       |               |

Les cinq de départ, choisis par la vote du public, sont révélés le 9 juillet 2014. À  l'Est, la rookie du Dream Shoni Schimmel obtient un étonnant score de 25 601 suffrages bien qu'elle ne soit que remplaçante dans son équipe et n'est devancée que par Elena Delle Donne (26 129 voix), alors qu'à l'ouest le trio de tête est plus classique avec Maya Moore (28 389 voix), Candace Parker (23 555 voix) et Diana Taurasi (19 404 voix). Les remplaçantes sont annoncées le 16 juillet. Elena Delle Donne et Seimone Augustus étant blessées, elles sont remplacées par Ivory Latta et Sue Bird, Érika de Souza prenant la place de Delle Donne dans le cinq de départ. Pour la première fois de l’histoire du All Star Game, deux sœurs seront présentes, avec Chiney Ogwumike et Nneka Ogwumike.

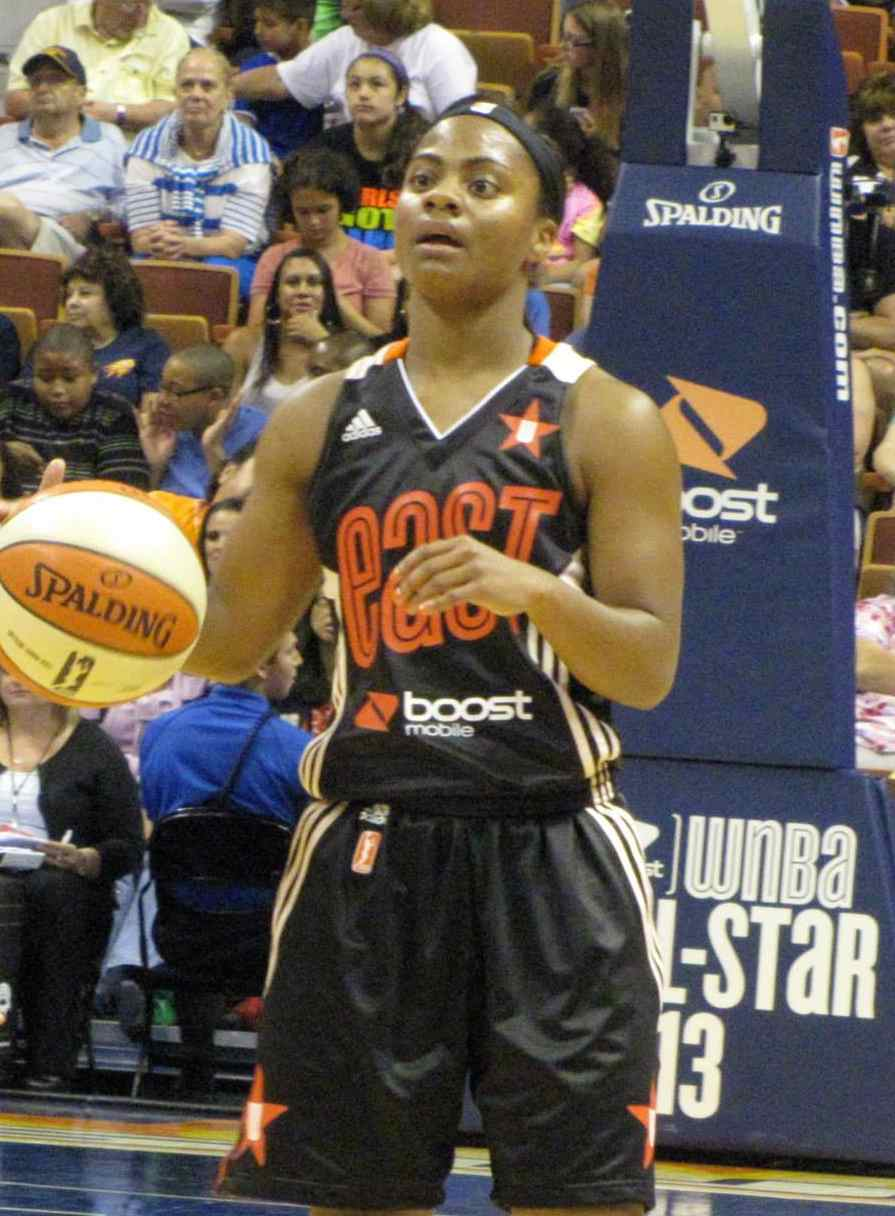
Seconde sélection pour Ivory Latta (ici en 2013).

- Équipes ayant trois joueuses sélectionnées (forfaits exclus) : Dream, Mercury
- Équipes ayant deux joueuses sélectionnées : Fever, Sun, Shock, Lynx, Sparks, Liberty
- Équipes ayant une joueuse sélectionnée : Storm, Stars, Mystics, Sky

Avec une neuvième sélection, Tamika Catchings égale le record de Tina Thompson.

## Rencontre
La rookie d’Atlanta Shoni Schimmel permet à la conférence Est de s’imposer en prolongation - la première pour un All-Star Game WNBA - avec 29 points (dont 24 après la pause) et 8 passes décisives, battant le record de 23 points établi par Candace Parker en 2013. Face à elle Skylar Diggins inscrit 27 points avec 10 tirs réussis sur 18. Les 27 points de Skylar Diggins et les 24 de Maya Moore sont également supérieurs au record de points précédemment établi en 2013.
Après le panier primé de Katie Douglas donnant un avantage 124 à 120 à l'Ouest, Schimmel réussit son septième panier à trois points de la rencontre avec 41,9 secondes à jouer, avant que Tamika Catchings ne marque le panier décisif à 6,9 secondes de la fin pour l'Est.
Avec 29 points dont sept paniers à trois points (nouveaux records de points inscrits et de paniers primés pour un All-Star Game), Shoni Schimmel est élue MVP du All Star Game.
Brittney Griner réussit le troisième dunk d'un All-Star Game après celui de Lisa Leslie en 2005 puis celui de Sylvia Fowles en 2009, portant son total cumulé en WNBA à quatre contre six pour les autres joueuses réunies.
| 19 juillet 2014 | Box score | Conférence Est 125, Conférence Ouest 124                       | Conférence Est 125, Conférence Ouest 124 | Conférence Est 125, Conférence Ouest 124         | OT | US Airways Center, Phoenix Affluence : 14,685 Arbitres : - #8 Daryl Humphrey - #34 Maj Forsberg - #39 Michael Price | ESPN |
| 19 juillet 2014 | Box score | Score par quart-temps : 27-28, 30–25, 28-33, 27-26, OT : 13–12 |                                          |                                                  | OT | US Airways Center, Phoenix Affluence : 14,685 Arbitres : - #8 Daryl Humphrey - #34 Maj Forsberg - #39 Michael Price | ESPN |
| 19 juillet 2014 | Box score | Shoni Schimmel 29 Tamika Catchings 13 Shoni Schimmel 8         | Points Rebonds Passes d.                 | Skylar Diggins 27 Nneka Ogwumike 11 Maya Moore 8 | OT | US Airways Center, Phoenix Affluence : 14,685 Arbitres : - #8 Daryl Humphrey - #34 Maj Forsberg - #39 Michael Price | ESPN |

## Considérations économiques
La présidente de la WNBA Laurel Richie révèle que six franchises étaient bénéficiaires la saison dernière, soit quatre de plus qu'en 2012 et que la franchise NBA des Warriors de Golden State avaient un intérêt soutenu pour créer une treizième franchise.
Du fait de la diffusion par ESPN, l'audience télévisée n'atteint que 475 000 spectateurs (0,3 % de part de marché) soit 40 % de moins que l'année précédente sur ABC (0,6 %, 791 000) et 37 % de moins qu'en 2011 sur ABC (0,5 %, 756 000).